# Dampiera hederacea
Dampiera hederacea är en tvåhjärtbladig växtart som beskrevs av Robert Brown. Dampiera hederacea ingår i släktet Dampiera, och familjen Goodeniaceae. Inga underarter finns listade i Catalogue of Life.